# Tomorrow Square
Tomorrow Square (кит.: 明天廣場)  — хмарочос в Шанхаї, КНР. 
Висота 55-поверхового будинку дорівнює 238 метрам, з урахуванням шпилів розташованих на даху висота будинку становить 285 метрів. Будівництво було розпочато в 1997 році, і завершено в жовтні 2003 року.
В будинку розташовані офіси та готель Mariott на 342 номери.
Будинок має оригінальний дизайн. Основа будинку — квадрат, який в центральній частині будинку стає діагональним квадратом і завершується гострою верхівкою.